# Галили, Исраэль (изобретатель)
Исраэль Гали́ли (Гали́ль) или Исраэль Балашников, ивр. ישראל גלילי (בלשניקוב)‎,
( 23 октября 1923 — 9 марта 1995) — конструктор стрелкового оружия, создатель автомата «Галиль».
Исраэль Галили (Балашников) родился в подмандатной Палестине в 1923 году.
Он был одним из создателей оружейной промышленности и ведущих конструкторов стрелкового оружия Израиля. Прежде всего, он известен как изобретатель (вместе с Яковом Лиором) знаменитого автомата «Галиль», названного по его фамилии.
За создание автомата Галиль он и Я. Лиор были удостоены в 1973 году «Премии за вклад в оборону Израиля».
Галили проработал 44 года на ведущих позициях в оружейной промышленности Израиля (Israel Military Industries, позже — Israel Weapon Industries), где его называли «отцом автоматов».
С 1974 года автомат Галиль и его модификации находятся на вооружении в Армии обороны Израиля и других армий, и производятся по израильской лицензии во многих государствах.
Галили умер в возрасте 72 лет в городе Гиватаиме (большой Тель-Авив).

## История создания автомата «Галиль»
После Шестидневной войны 1967 года руководством АОИ было принято решение перейти на калибр патронов 5,56 мм. Разработка нового автомата была поручена двум группам: одной руководил Узи Галь, конструктор знаменитого пистолета-пулемета Узи, второй — Исраэль Балашников.
У Галя базовой моделью был «Узи», у Балашникова — финский автомат Valmet Rk 62, лицензия на производство которого была куплена Израилем, и который сам являлся лицензионным вариантом автомата АК. Кроме того, также учитывался опыт таких моделей как M-16, Stoner 63 (США), FN FAL (Бельгия), HK-33 (Германия).
Группы работали параллельно на разных заводах Israel Military Industries. В 1971 году, по результатам сравнительных испытаний, начальник генштаба Хаим Бар-Лев принял решение в пользу «Галиля». Несколько образцов винтовки Узи Галя остались только в музеях.